# Exochus wabitus
Exochus wabitus là một loài tò vò trong họ Ichneumonidae.